# عفريت (برق)
عفاريت البرق (ملاحظة 1) هي على نطاق واسع التفريغ الكهربائي التي تحدث في منطقة عالية فوق العواصف الرعدية، مما يؤدي إلى مجموعة متنوعة جدا من الأشكال البصرية. والتي هي نتيجة قبل تصريف البرق الموجب بين الرعدة والأرض. وسميت هذه الظواهر بالعفاريت (بالإنجليزية: sprite)‏ تيمنا بالروح الشريرة «باك» (روح الهواء) المذكور في رواية ويليام شكسبير حلم ليلة صيف. وعادة ما يكون لونها برتقالي محمر أو أخضر أو أزرق، مع محلاق متدلي وفروع مقوسة في الأعلى. ويمكن أيضا أن يسبقه هالة حمراء. وغالبا ما تحدث في مجموعات، بعلو 50 كم وحتى 90 كلم فوق سطح الأرض. صورت لأول مرة يوم 6 يوليو، 1989 من قبل علماء جامعة مينيسوتا شوهدت منذ ذلك الحين عشرات الآلاف من المرات. اعتبرت العفاريت مسؤولة عن حوادث عديدة غير مبررة حدث على علو شاهق الارتفاع فوق مسرح عمليات العواصف الرعدية

## هوامش
- ملاحظة 1 المرادفات: عفريت أو وميض الميزوسفير [3]